# Paulin Guérin
Jean-Baptiste Paulin Guérin (født 25. marts 1783 i Toulon, død 19. januar 1855) var en fransk maler.
Som ung mand blev Guérin, som havde fattige forældre, oplært i sin fars fag, som var låsesmed, samtidig med at han fulgte undervisning på den frie kunstskole. Efter at have solgt nogle billeder til en lokal amatør, tog Guérin til Paris, hvor han blev bemærket af Vincent, hvis råd fik stor betydning.
I 1810 optrådte Guérin første gang på Parisersalonen med nogle portrætter, og fik en vis succes. I 1812 udstillede han "Kain efter mordet på Abel" (tidligere i Luxembourg), og efter restaurationen af bourbonnerne, blev han anvendt meget til restaurering og dekoration på Versailles.
Hans "Døde Kristus" (Katedralen i Baltimore) fik en medalje i 1817, og denne succes blev fulgt op med en lang række værker, hvor af de følgende er de mere bemærkelsesværdige:
- "Kristus på jomfruens knæ" (1819)
- "Anchises og Venus" (1822) (tidligere i Luxembourg)
- "Ulysses og Minerva" (1824) (Musée de Rennes)
- Den "Hellige familie" (1829) (Katedralen i Toulon)
- "Saint Catherine" (1838)(St Roch)

I sin behandling af emnet forsøgte Guérin at skabe en rokoko ynde i skabelsen, men livagtigheden gik tabt i et ihærdigt forsøg på at være korrekt. Hans største successer blev opnået ved portrætter, og de af Charles Nodier og Abbé Lamennais blev særdeles populære.